# モニカ (自動車)
モニカ（Monica）は、1973年から1974年まで存在したフランスの高級自動車メーカー。鉄道車両メーカーを経営していたジャン・タステヴァン（Jean Tastevin）が創設した。1964年に高級車のファセル・ヴェガを生産していたファセル社が倒産して以来のフランスにおける高級車メーカーであったが、石油危機のため1974年に工場を閉鎖し、工場設備は英国のパンサー・ウェストウィンズ（Panther Westwinds）社に売却された。

## 生産車種
モニカ 560
エンジンはクライスラー製5.6リッターV8エンジンを搭載している。試作段階ではテッド・マーティンが設計したF1用エンジンを使用する計画もあった。躍動感あるデザインはルーマニア出身のデザイナー、トニー・ラスカヌーが担当したが、試作車が完成する前に夭折した。当時のモンテヴェルディ・リムジンやマセラティ・クワトロポルテ同様、4ドアGTカーであり、わずか8台（20台との説もあり）しか生産されなかったといわれる。

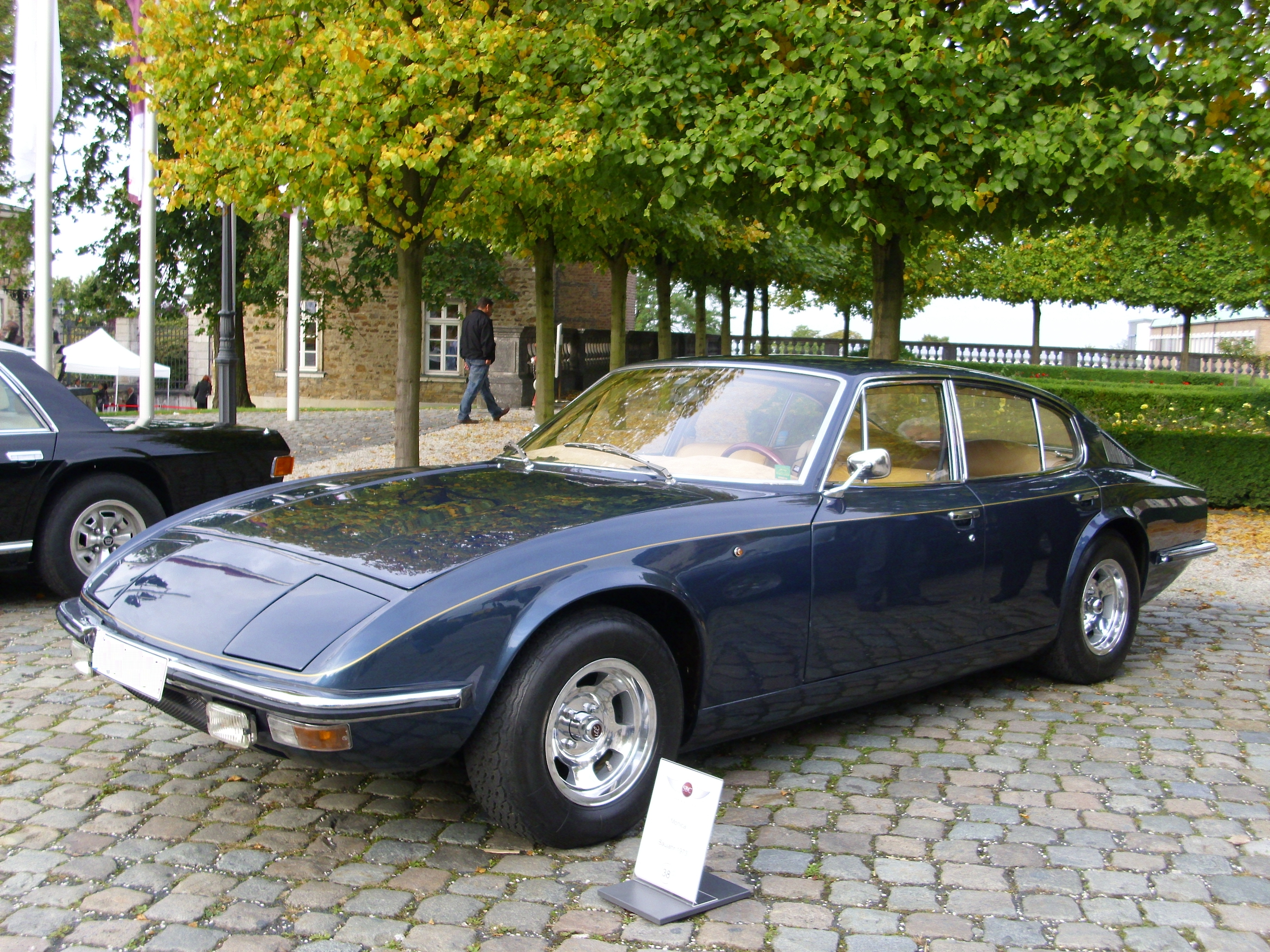
Front view
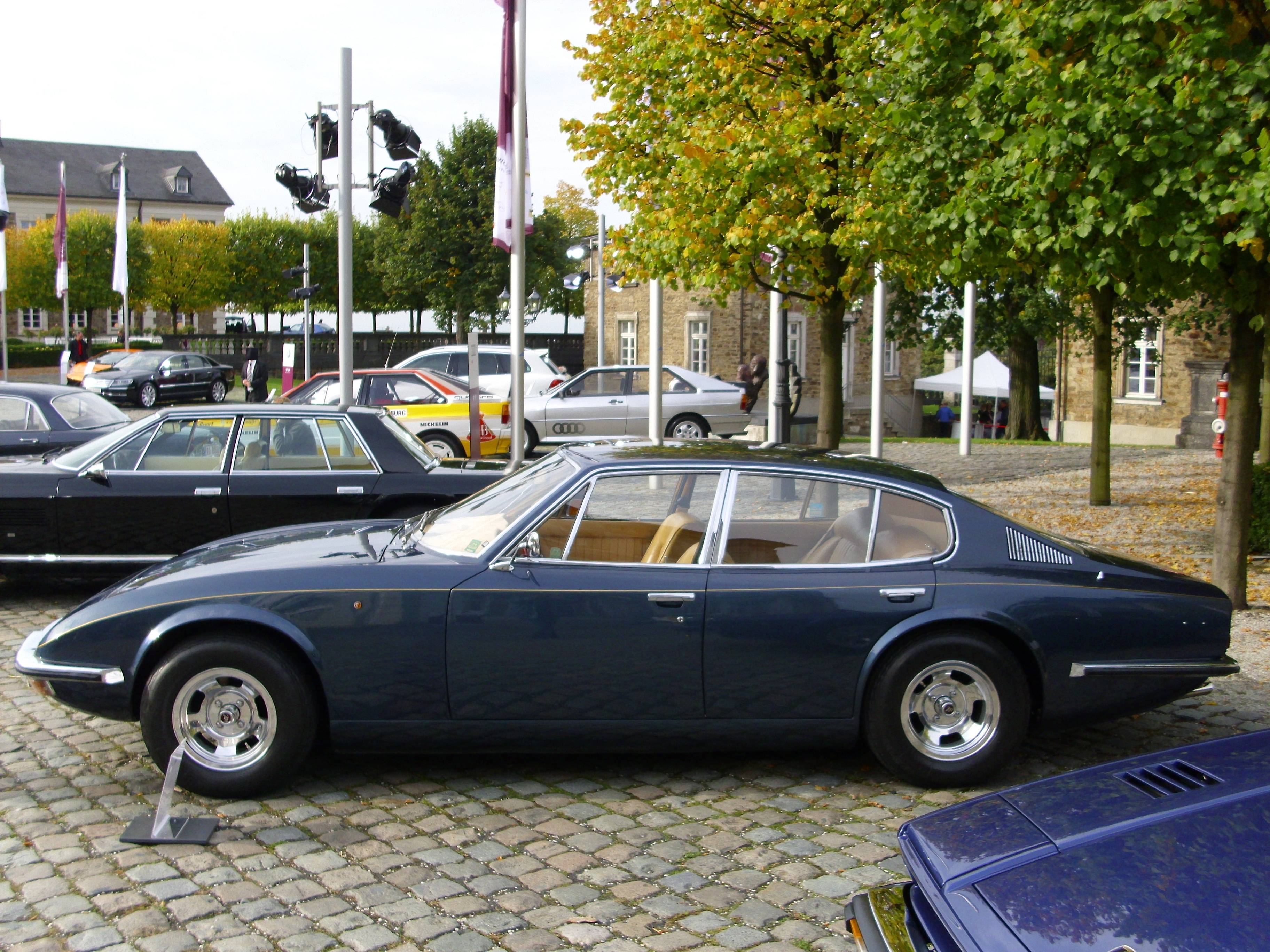
Side view
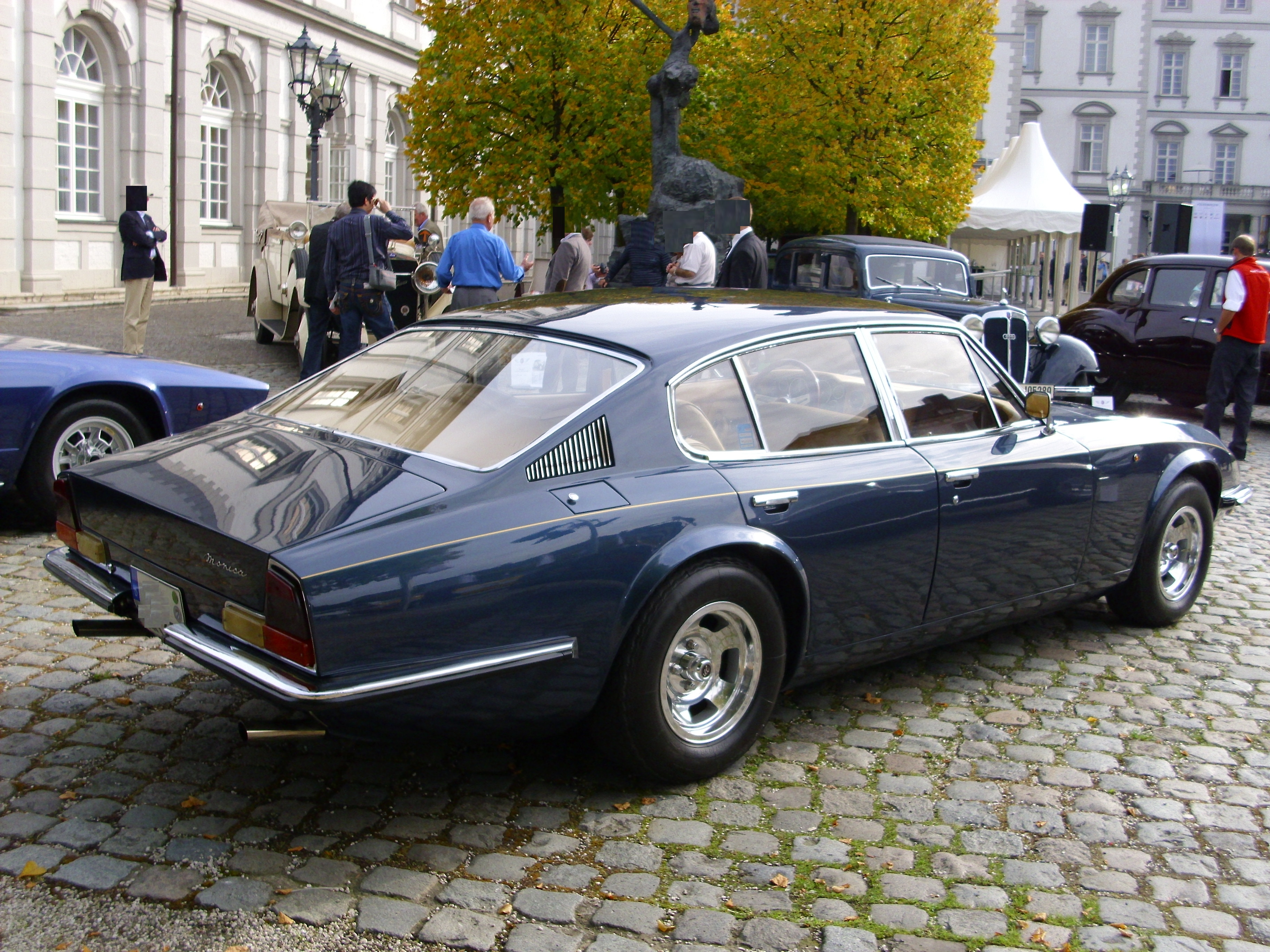
Rear view
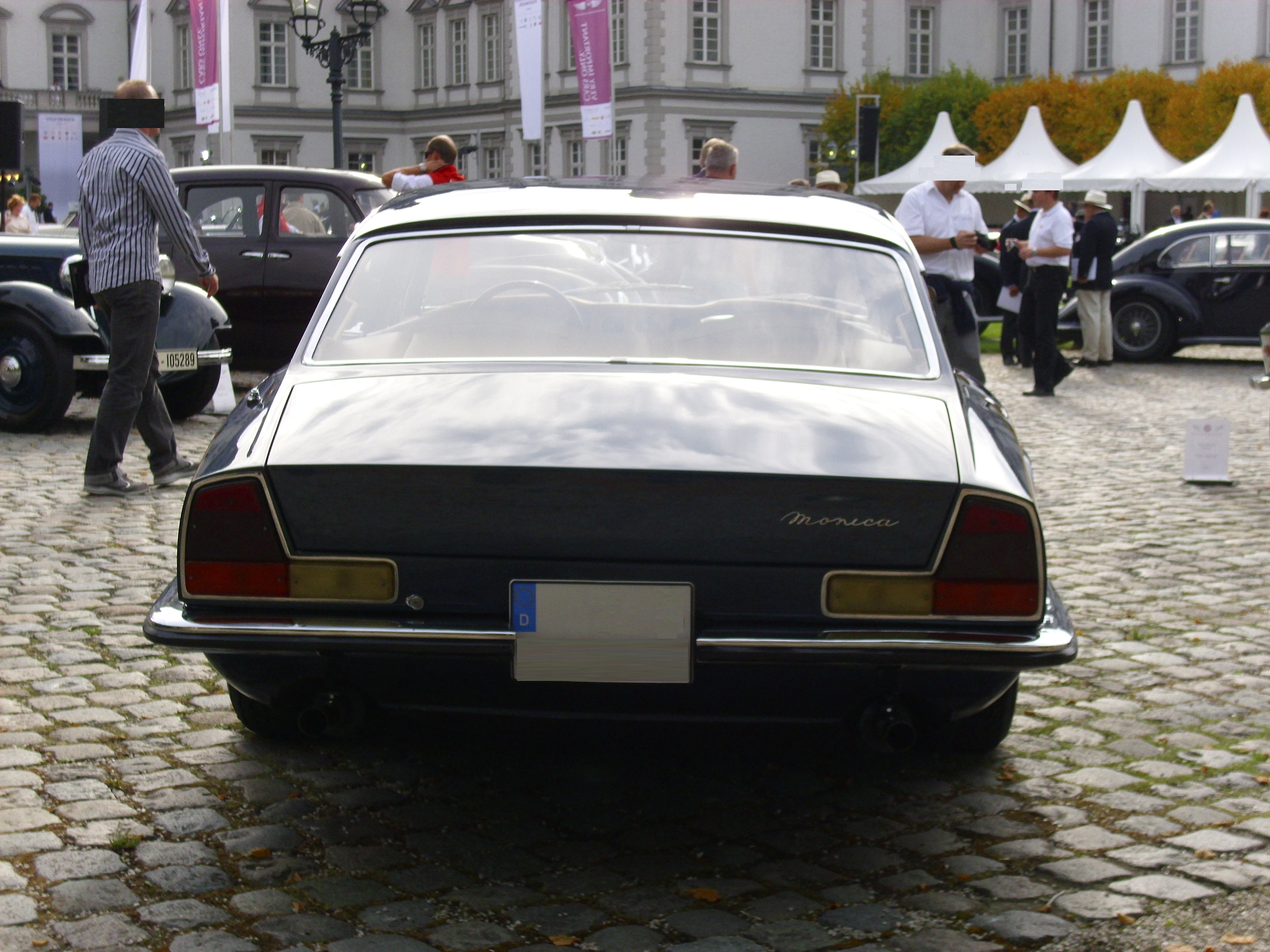
Trunk
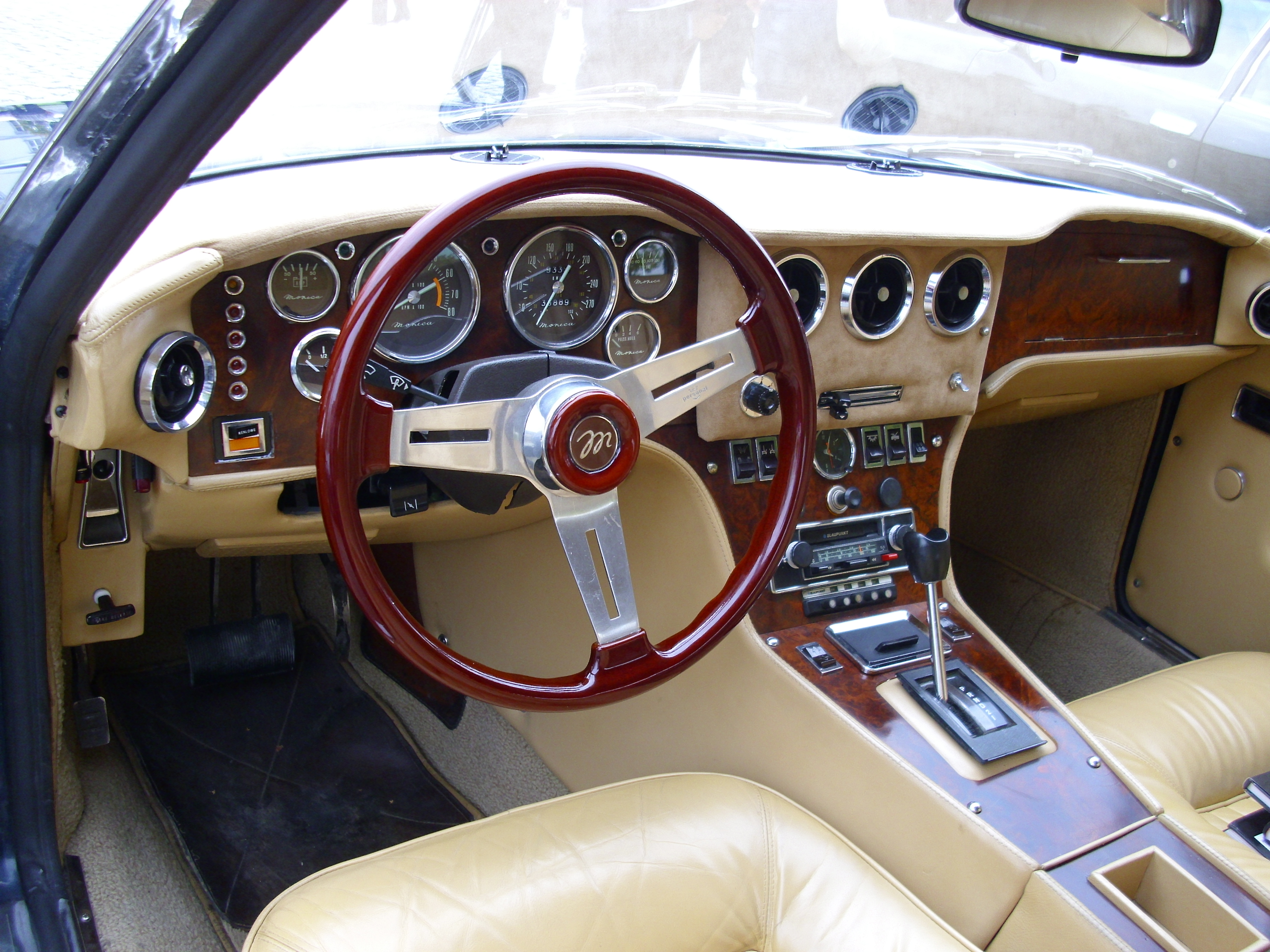
Inside view
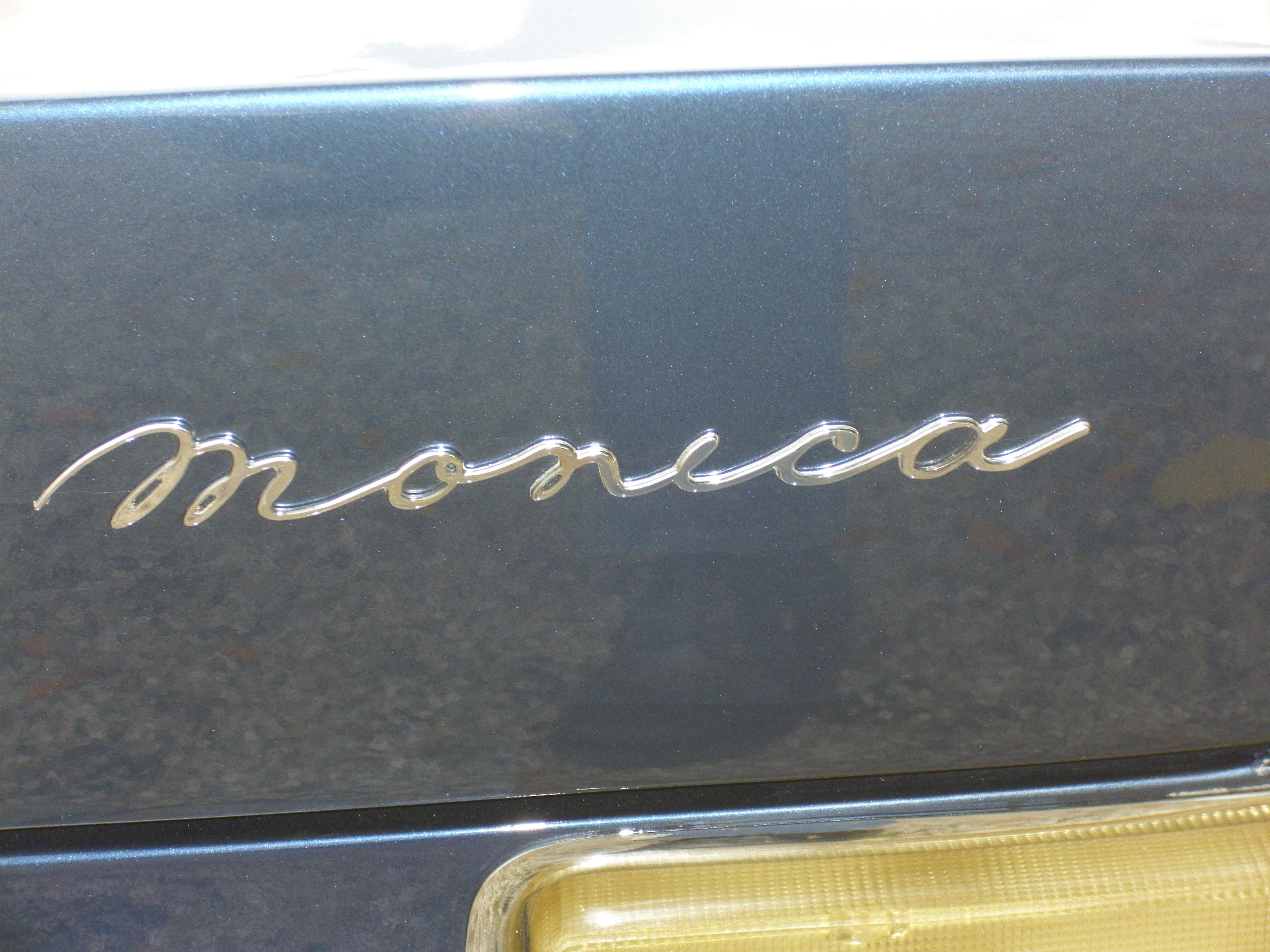
Trunk logo
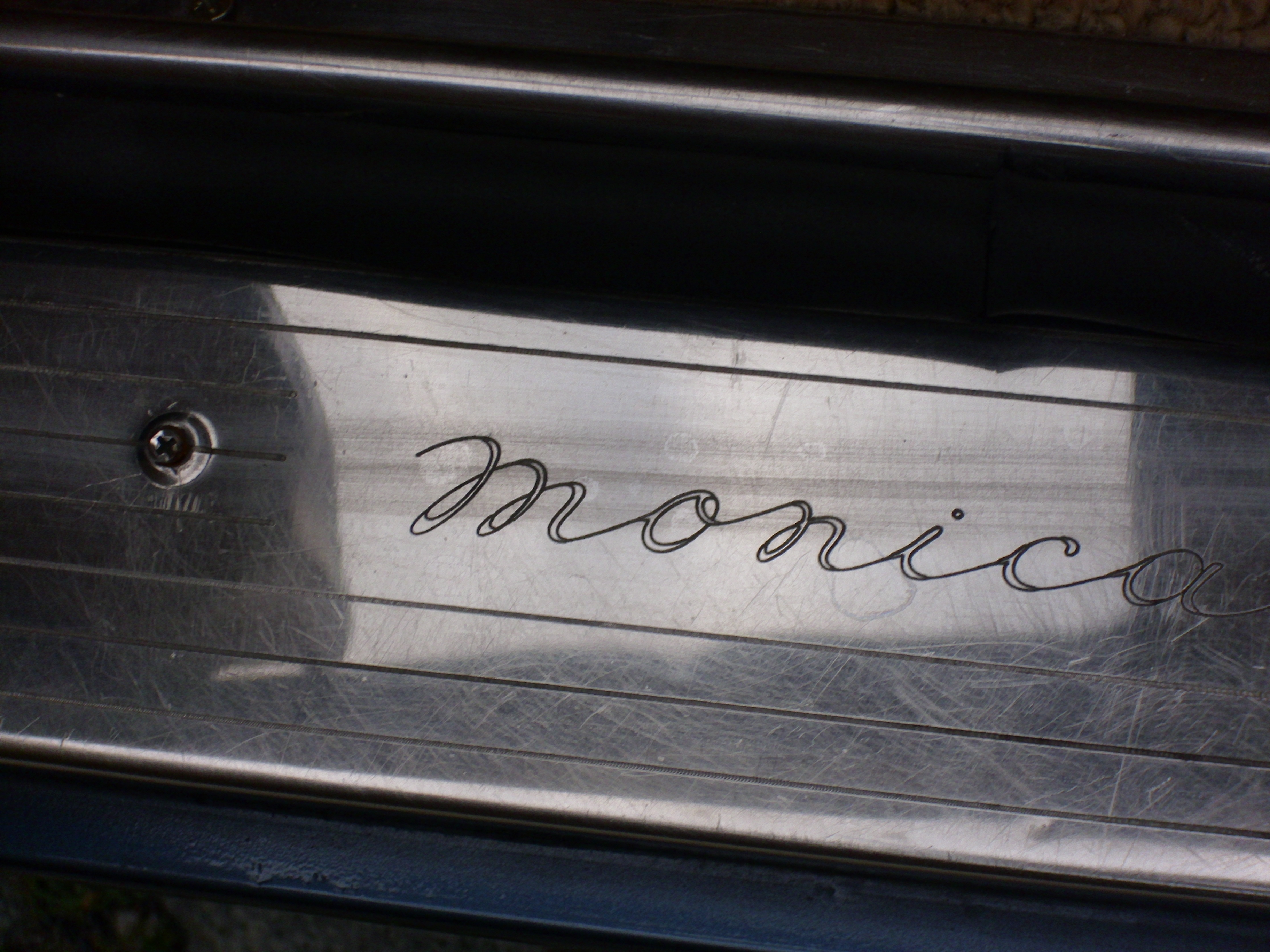
Door logo